# Loan Chabanol
Loan Chabanol (sinh ngày 30 tháng 12 năm 1982) là nữ diễn viên, nghệ sĩ và người mẫu người Mỹ gốc Pháp. Cô được biết đến nhiều nhất với vai diễn trong bộ phim hài Fading Gigolo của John Turturro, phim tình cảm lãng mạn Third Person, phim hành động giật gân The Transporter Refueled và phim truyền hình dài tập kinh dị Tales of the Walking Dead.

## Thân thế và sự nghiệp
Loan Chabanol chào đời ở thủ đô Paris, Pháp vào ngày 30 tháng 12 năm 1982. Cô mang trong mình dòng máu gốc Việt, Đức và Ý. Cô từng tham gia các lớp học nghệ thuật với nghệ sĩ Bernard Bistes vào những năm đầu đời. Tình cờ được hãng Elite Model Management phát hiện hồi 16 tuổi, cô lần lượt xuất hiện trên trang bìa các tạp chí như Elle và Marie Claire. Năm 2010, cô chuyển sang New York để theo học diễn xuất tại Học viện Sân khấu và Điện ảnh Lee Strasberg.

## Diễn xuất
Chabanol có vai diễn điện ảnh đầu tiên trong bộ phim hài Fading Gigolo của John Turturro. Năm 2014, cô được chọn vào vai Sam trong phim Third Person đóng vai một nhân vật giàu lòng nhân ái cùng với Mila Kunis. Năm 2015, cô được chọn vào vai "nữ chính" trong phim The Transporter Refueled. Năm 2022, Chabanol gia nhập vũ trụ The Walking Dead với vai chính trong phần đầu tiên của tuyển tập dài kỳ Tales of the Walking Dead, hiện thân mới nhất của loạt phim AMC thành công.

## Tác phẩm nghệ thuật
Năm 2015, Chabanol đứng ra mở triển lãm nghệ thuật cá nhân đầu tiên tại Thành phố New York,  "Born in Blue" do Monica Watkins phụ trách. Chương trình đi kèm với một bộ phim hoạt hình ngắn mô tả sự ra đời của một con Phượng hoàng sống dậy từ đáy Đại dương. Tác phẩm tiếp theo của cô " Namsis " đã được giới thiệu trong một cuộc triển lãm ở LA vào năm 2018, sau đó là buổi trình diễn nhóm "WeRise" cùng với nhiều nghệ sĩ khác. Năm 2019, cô phát hành cuốn sách thiếu nhi đầu tiên của mình mang tên Blueboo, câu chuyện kể về một con quái vật màu xanh lam sống trong Rừng Nâu gặp con sâu bướm cuối cùng còn sót lại trong rừng.

## Đời tư
Tháng 2 năm 2020, Chabanol được nhập quốc tịch Mỹ.

## Phim tham gia

### Phim truyện
- Fading Gigolo (2013)
- Third Person (2014)
- The Transporter Refueled (2015)

### Phim truyền hình
- Tales of the Walking Dead (2022)

### Phim ngắn
- Psycho Nacirema (2013), Buster Keaton